# Barych
Barych (en russe : Барыш) est une ville de l'oblast d'Oulianovsk, en Russie, et le centre administratif du raïon de Barych. Sa population s'élevait à 14 924 habitants en 2021.

## Géographie
Barych est arrosée par la rivière Barych, dans le bassin de la Volga et se trouve à 111 km — 161 km par la route — au sud-ouest d'Oulianovsk.

## Histoire
La ville de Barych est née de la fusion, en 1954, des communes urbaines de Barych et de Gourievka, qui comptaient respectivement 6 100 et 6 400 habitants. Barych avait été fondé dans la seconde moitié du XVIIe siècle.

## Population
La situation démographique de Barych s'est fortement détériorée à partir de 1990. En 2001, le solde naturel connaissait un inquiétant déficit de plus de 11,2 pour mille, avec un taux de natalité particulièrement faible (7,1 pour mille) et un taux de mortalité très élevé (18,3 pour mille).
Recensements (*) ou estimations de la population :
| 1939*  | 1959*  | 1970*  | 1979*  | 1989*  |
| ------ | ------ | ------ | ------ | ------ |
| 12 500 | 17 909 | 20 792 | 20 288 | 20 213 |

| 2002*  | 2010*  | 2012   | 2013   | 2014   |
| ------ | ------ | ------ | ------ | ------ |
| 18 902 | 17 149 | 16 931 | 16 848 | 16 608 |

| 2021   | - | - | - | - |
| ------ | - | - | - | - |
| 14 924 | - | - | - | - |

## Économie
Barych possède des fabriques meubles, l'usine Redouktor (Редуктор), des entreprises de matériaux de construction et de produits alimentaires.

## Patrimoine
Barych a conservé l'église de la Trinité (1754) qui est depuis 1991 la cathédrale diocésaine de l'éparchie de Barych. Dans les environs, sur le cours supérieur de la rivière Malaïa Sviyaga, se trouve le parc d'Akchaouski, où poussent des pins, des thuyas, des sapins bleus et des mélèzes.